# زابينه بوش
سابين بوش (بالألمانية: Sabine Busch)‏ (و. 1962  م) هي منافسة ألعاب القوى من ألمانيا، وألمانيا الشرقية، ولدت في إرفورت، شاركت في ألعاب قوى في الألعاب الأولمبية الصيفية 1988 – سيدات 400 متر حواجز ‏، وألعاب قوى في الألعاب الأولمبية الصيفية 1988 – سيدات 4 × 400 متر تناوب ‏.

## جوائز
حصلت على جوائز منها:
- ترتيب الاستحقاق الوطني البرونزي (1988)
- وسام نجمة صداقة الشعوب لألمانيا الشرقية [الإنجليزية]‏ (1986)
- ترتيب الاستحقاق الوطني الذهبي (1984).

## روابط خارجية
- زابينه بوش على موقع الاتحاد الدولي لألعاب القوى (الإنجليزية)
- زابينه بوش على موقع أوليمبيديا (الإنجليزية)